# Adolf Fridrich III. Meklenbursko-Střelický
Adolf Fridrich III. Meklenbursko-Střelický (7. června 1686 Strelitz – 11. prosince 1752 Neustrelitz) byl od roku 1708 meklenbursko-střelickým vévodou.

## Život
Adolf Fridrich se narodil jako nejstarší syn vévody Adolfa Fridricha II. Meklenbursko-Střelického a jeho první manželky Marie Meklenburské (1659–1701). Jeho otec v roce 1701 založil meklenbursko-střelické vévodství poté, co dosáhl dohody s meklenbursko-schwerinským vévodou.
Adolf Fridrich se stal vévodou po smrti svého otce 12. května 1708. V roce 1712 vyhořel vévodský rodinný zámek ve Strelitzu a Adolf Fridrich s rodinou byl nucen žít v loveckém zámečku. Kolem tohoto místa bylo v roce 1733 postaveno nové město Neustrelitz, které se v roce 1736 stalo oficiálním hlavním městě vévodství.
Vévoda Adolf Fridrich zemřel 11. prosince 1752 ve věku 66 let v Neustrelitz. Jeho nástupcem se stal jeho synovec Adolf Fridrich IV.

## Manželství a potomci

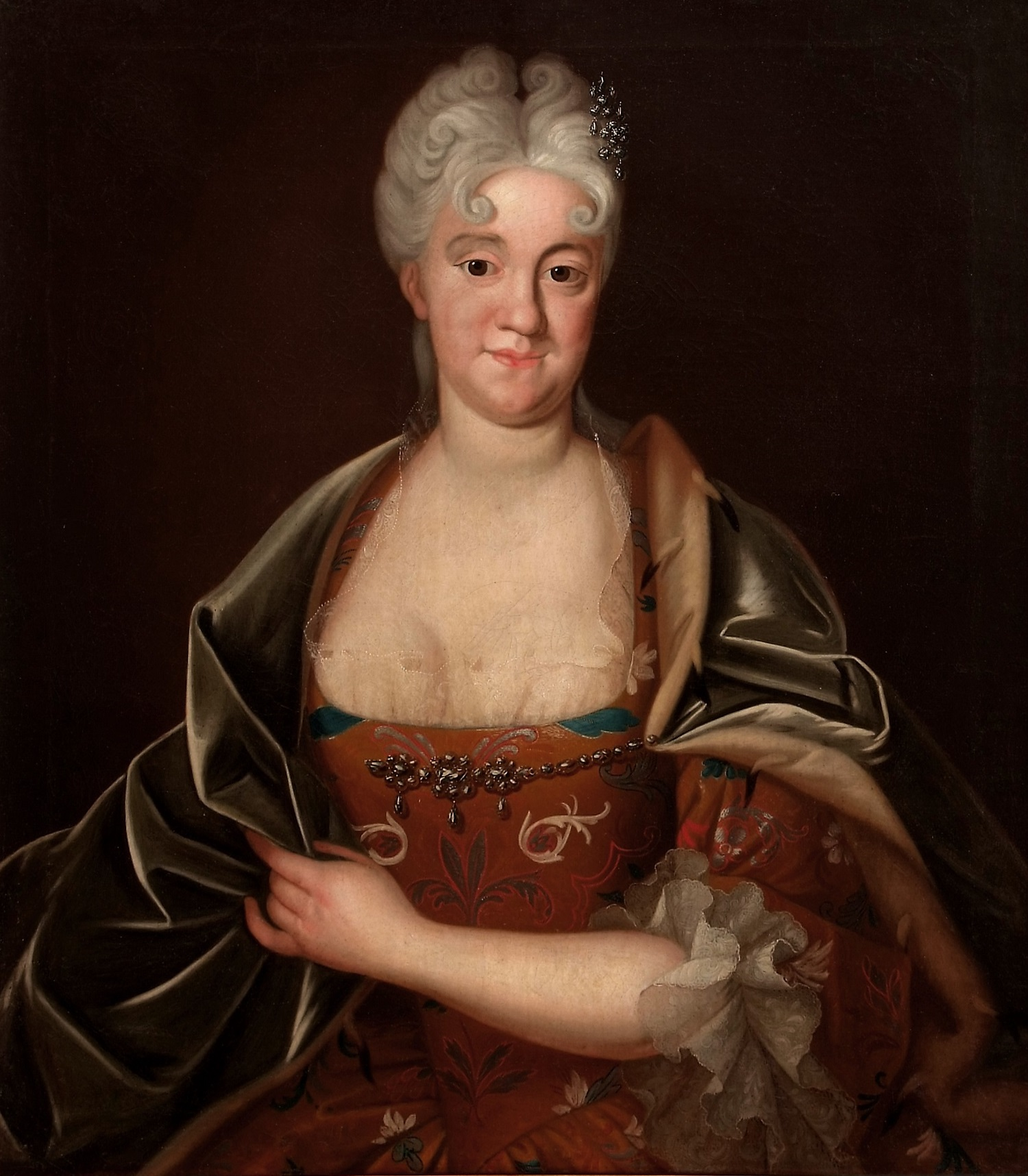
Meklenbursko-střelická vévodkyně Dorotea Šlesvicko-Holštýnsko-Sonderbursko-Plönská, manželka Adolfa Fridricha III.

16. dubna 1709 se třiadvacetiletý vévoda v Reinfeldu oženil s o šest let mladší princeznou Doroteou, dcerou vévody Jana Adolfa Šlesvicko-Holštýnsko-Sonderbursko-Plönského. Manželé spolu měli dvě dcery:
- 1. Marie Žofie Meklenbursko-Střelická (5. 5. 1710 Strelitz – 21. 2. 1728 tamtéž)[1]
- 2. Magdaléna Kristýna Meklenbursko-Střelická (21. 7. 1711 Strelitz – 27. 1. 1713 tamtéž)[2]